# Мірошниченко Олександр Вікторович
Мірошниченко Олександр Вікторович (рос. Мирошниченко Александр Викторович; 24 квітня 1964, Костанай — 19 травня 2003, Костанай) — радянський і казахський професійний боксер, призер Олімпійських ігор, призер чемпіонатів світу та Європи.

## Аматорська кар'єра
Почав займатися боксом у віці 13 років. З початку 1980-их років входив до складу збірної СРСР.
На чемпіонаті Європи 1983 переміг Олафа Маєра (Австрія), програв Уллі Кадену (НДР) і отримав бронзову медаль. Того ж року на Кубку світу програв Крейгу Пейну (США) — 0-5, але отримав бронзову медаль.
Через бойкот Олімпійських ігор 1984 представниками з соціалістичних країн пропустив Олімпіаду 1984.
На Іграх доброї волі 1986 програв у фіналі В'ячеславу Яковлєву і отримав срібну медаль.
На Олімпійських іграх 1988 завоював бронзову медаль.
- В 1/8 фіналу переміг Алі Аль-Балучі (Кувейт) — 5-0
- У чвертьфіналі переміг Кім Ю Хен (Південна Корея) — 5-0
- У півфіналі програв Ріддіку Боуї (США) — 0-5

Напередодні Олімпіади 1988 року Мірошниченко обіграв американця Ріддіка Боуї у матчовій зустрічі СРСР - США, але на Олімпіаді, незважаючи на те, що в першому раунді Мірошниченко виглядав краще і американець побував у нокдауні, Боуї зумів перехопити ініціативу, надіслати суперника в нокдаун у третьому раунді і перемогти рішенням суддів.
На чемпіонаті Європи 1989 завоював бронзову медаль.
- В 1/8 фіналу переміг Пекка Вііппо (Фінляндія) — KO 1
- У чвертьфіналі переміг Януша Заренкевича (Польща) — KO 2
- У півфіналі програв Уллі Кадену (НДР) — 1-4

На чемпіонаті світу 1989 завоював срібну медаль.
- У чвертьфіналі переміг Андреаса Шнідерса (ФРН) — RSCH 2
- У півфіналі переміг Ладислава Гусарика (Чехословаччина) — 19-5
- У фіналі програв Роберто Баладо (Куба) — 9-18

## Професіональна кар'єра
Дебютував на професійному рингу 1990 року. У третьому бою зупинив майбутнього інтернаціонального чемпіона WBC у важкій вазі Росса П'юрітті (США). 20 березня 1993 року переміг колишнього чемпіона IBF у першій важкій вазі Рікі Паркі (США).
Після 21 перемоги поспіль 17 квітня 1993 року вийшов на бій проти Олега Маскаєва (Узбекистан), для якого цей бій був дебютним, і зазнав поразки технічним нокаутом у третьому раунді, після чого завершив кар'єру.

## Смерть
2003 року Мірошниченко помер за нез'ясованих обставин у віці 39 років, імовірно впавши у сходовий проліт із майданчика дев'ятого поверху у своєму будинку в рідному місті.